# الائتلاف الكبير للأصوليين
الائتلاف الكبير للأصوليين (بالفارسية: ائتلاف بزرگ اصول‌گرایان) هو تحالف أصولي وقائمة انتخابية للانتخابات التشريعية الإيرانية لعام 2016.

## مجموعات الأعضاء
يتكون التحالف بشكل أساسي من أعضاء جمعية رجال الدين المجاهدين والأحزاب التقليدية وحزب المؤتلفة الإسلامية وجمعية مؤثري الثورة الإسلامية وجبهة الأصوليين التغيريين وجمعية متتبعي الثورة الإسلامية وجبهة ثبات الثورة الإسلامية.
رفض بعض الأصوليين، أبرزهم علي لاريجاني وعلي أكبر ولايتي، المساهمة في التحالف، لأنهم يعتقدون أن جبهة ثبات الثورة الإسلامية لها وزن كبير في التحالف.